# 平假名推
《平假名推》（日语：／ hiragana oshi */?）是日本女子偶像團體日向坂46首個冠名節目，於2018年4月9日至2019年4月1日期間在日本時間每週日25時5分至25時35分（即週一上午1時5分至上午1時35分）在東京電視台播出。主持人為搞笑二人組奧黛麗。

## 概要
該節目是日本偶像團體日向坂46及其前身——櫸坂46兩個分隊之一的「平假名櫸坂46」（けやき坂46 / ひらがなけやき）首个冠名节目。节目播出的决定最先于2018年3月发表，其後於2018年4月9日（8日深夜）在東京電視台首播。
由於該節目之前的時段尚有汉字榉坂46的冠名综艺节目《櫸字、會寫嗎?》（週日24時半播出）、以及姐妹團體乃木坂46的冠名綜藝節目《乃木坂工事中》（週日24時整播出），等於東京電視台在週日深夜時段连续播放3个坂道系列的冠名节目。
隨着平假名櫸坂46改名為日向坂46並在2019年3月發行出道單曲，《平假名推》於2019年4月1日播出最後一集，之後由原班人馬在同時段播出的新節目《在日向坂見面吧》取代。
2021年2月15日播出的《在日向坂见面吧》中宣布了本作的DVD及蓝光发售。

## 演出者
- MC（主持人）
  - 奧黛麗
- 日向坂46（原・平假名櫸坂46）：
  - 1期生 : 井口真緒、潮紗理菜、柿崎芽實、影山優佳[注 1]、加藤史帆、齊藤京子、佐佐木久美、佐佐木美玲、高瀨愛奈、高本彩花、東村芽依
  - 2期生 : 金村美玖、河田陽菜、小坂菜緒、富田鈴花、丹生明里、濱岸日和、松田好花、宮田愛萌、渡邊美穗
  - 3期生 : 上村日菜乃

## 集數列表
| 2018年 | 2018年   | 2018年                                                                         | 2018年                                                         | 2018年                                                         |                                                                |
| 集數   | 播放日   | 内容                                                                           | 演播室Live                                                     | 嘉賓或特別出演                                                 |                                                                |
| ------ | -------- | ------------------------------------------------------------------------------ | -------------------------------------------------------------- | -------------------------------------------------------------- | -------------------------------------------------------------- |
| 1      | 04月09日 | 春日呈獻！完全記住成員的個人資料 （）                                          | -                                                              | -                                                              |                                                                |
| 2      | 04月16日 | 春日呈獻！完全記住成員的個人資料 （）                                          | -                                                              | -                                                              |                                                                |
| 3      | 04月23日 | 目標提升團結力！與若林的以心傳心遊戲 （団結力UPを目指せ!若林と以心伝心ゲーム）                                      | -                                                              | -                                                              |                                                                |
| 3      | 04月23日 | 春日呈獻！记住并介绍平假名全员的信息（2期生）                                  | -                                                              | -                                                              |                                                                |
| 4      | 04月30日 | -                                                                              | -                                                              |                                                                |                                                                |
| 4      | 04月30日 | -                                                                              | -                                                              | 與奧黛麗的跳繩挑戰！ （オードリーと大縄跳びで仲良くなろう！）                                      |                                                                |
| 5      | 05月07日 | 突擊包裹檢查！ （）                                                            | 《看着当下》                                                   | -                                                              |                                                                |
| 6      | 05月14日 | 突擊包裹檢查！ （）                                                            | 《一半的記憶》                                                 | -                                                              |                                                                |
| 7      | 05月21日 | 向春日挑戰！特技battle！！ （）                                                | 《永远的白线》                                                 | -                                                              |                                                                |
| 8      | 05月28日 | 向春日挑戰！特技battle！！ （）                                                | 《NO WAR in the future》                                       | 木本景子（為百人一首遊戲擔任詠唱者）                           |                                                                |
| 9      | 06月04日 | 幻想未來story （妄想未来ヒストリー）                                                             | 《平假名的恋爱》                                               | -                                                              |                                                                |
| -      | 06月11日 | 電視台直播法國網球公開賽女子雙打及男子單打決賽，本節目暫停一周                 | 電視台直播法國網球公開賽女子雙打及男子單打決賽，本節目暫停一周 | 電視台直播法國網球公開賽女子雙打及男子單打決賽，本節目暫停一周 | 電視台直播法國網球公開賽女子雙打及男子單打決賽，本節目暫停一周 |
| 10     | 06月18日 | 首張專輯發售紀念！蹦極跳大賣祈願！ （）                                        | -                                                              | DOKI-DOKI CAMP（外景主持）                                     |                                                                |
| 11     | 06月25日 | 首張專輯發售紀念！蹦極跳大賣祈願！ （）                                        | -                                                              | -                                                              |                                                                |
| 12     | 07月02日 | 平假名櫸坂46 年上VS年下綜藝遊戲大對決 （）                                     | 《没有期待的自己》                                             | -                                                              |                                                                |
| 13     | 07月09日 | 平假名櫸坂46之世界第一想上的課 （けやき坂46の世界一やりたい授業）                                            | 《没有期待的自己》（巡演Live）                                 | -                                                              |                                                                |
| 14     | 07月16日 | 挖掘更多魅力! 家族問卷調查 （）                                                | 《平假名的恋爱》（巡演Live）                                   | -                                                              |                                                                |
| 15     | 07月23日 | 挖掘更多魅力! 家族問卷調查 （）                                                | 《NO WAR in the future》（巡演Live）                           | -                                                              |                                                                |
| 16     | 07月30日 | 心動!平假名爆笑大喜利大會 （）                                                 | 《约定之卵》（巡演Live）                                       | -                                                              |                                                                |
| 17     | 08月06日 | 心動!平假名爆笑大喜利大會 （）                                                 | 《跳得比谁都还高！》（巡演Live）                               | -                                                              |                                                                |
| 18     | 08月13日 | 1期生VS2期生 運動能力大對決 （）                                               | 《快乐氛围》                                                   | -                                                              |                                                                |
| 19     | 08月20日 | 1期生VS2期生 運動能力大對決 （）                                               | 《来到夏天的边界线》                                           | -                                                              |                                                                |
| 20     | 08月27日 | 找出未來的芥川賞作家!序言王決定戰! （）                                        | 《不成熟的愤怒》                                               | -                                                              |                                                                |
| 21     | 09月03日 | 找出未來的芥川賞作家!序言王決定戰! （）                                        | 《成为了令人反感的大人》                                       | 頃安祐良（擔任《木久醬的愉快之旅》（きくちゃんの愉快な旅）助導）                   |                                                                |
| 22     | 09月10日 | 平假名櫸坂46 學力測試 （）                                                     | 《男性朋友》                                                   | -                                                              |                                                                |
| 23     | 09月17日 | 平假名櫸坂46 學力測試 （）                                                     | 《微弱的光芒》                                                 | -                                                              |                                                                |
| 24     | 09月24日 | 解決你的煩惱!「真緒小酒館」開張! （あなたのお悩み解決します!「スナック眞緒」開店!）                                          | 《到底是谁强迫这样的排队？》                                   | -                                                              |                                                                |
| 25     | 10月01日 | 平假名櫸坂46 各式各樣排行榜! （）                                              | 《冲往最前排》                                                 | -                                                              |                                                                |
| 26     | 10月08日 | 平假名櫸坂46 各式各樣排行榜! （）                                              | 《想骑上三轮车》                                               | -                                                              |                                                                |
| 27     | 10月15日 | 平假名櫸坂46 各式各樣排行榜! （）                                              | 《夏色的穆勒鞋》                                               | -                                                              |                                                                |
| 28     | 10月22日 | 解決你的煩惱!「真緒小酒館」第二彈!                                             | 《仙女棒烧尽之前》                                             | -                                                              |                                                                |
| 29     | 10月29日 | 分組對決!! 3分鐘料理接力 （）                                                  | 《万圣节的南瓜破了》                                           | 井上真紀                                                       |                                                                |
| 30     | 11月05日 | 分組對決!! 3分鐘料理接力 （）                                                  | 《想要变漂亮》                                                 | -                                                              |                                                                |
| 31     | 11月12日 | 平假名櫸坂46 繪畫博物館 （けやき坂46 絵心ミュージアム）                                                   | 《不准敲门！》                                                 | -                                                              |                                                                |
| 32     | 11月19日 | 解決你的煩惱!「真緒小酒館」第三彈!                                             | 《不会破裂的弹珠》                                             | -                                                              |                                                                |
| 33     | 11月26日 | 縮短與奧黛麗之間的距離吧! （）                                                 | 《像车轮摩擦般哭泣的你》                                       | -                                                              |                                                                |
| 34     | 12月03日 | 縮短與奧黛麗之間的距離吧! （）                                                 | 《JOYFUL LOVE》                                                | -                                                              |                                                                |
| 35     | 12月10日 | 解決你的煩惱!「真緒小酒館」聖誕篇                                              | 《约定之卵》                                                   | -                                                              |                                                                |
| 36     | 12月17日 | 平假名櫸坂46 萌萌選手權! 平假名櫸坂46 3期生成員初次亮相 （ ）                  | -                                                              | -                                                              |                                                                |
| 37     | 12月24日 | 平假名櫸坂46 萌萌選手權! 平假名櫸坂46 3期生成員初次亮相 （ ）                  | 《快乐氛围》（演唱会Live） 《想对你说的话》（演唱会Live）      | -                                                              |                                                                |
| -      | 12月31日 | 電視台改播除夕特備節目，本節目暫停一周                                         | 電視台改播除夕特備節目，本節目暫停一周                         | 電視台改播除夕特備節目，本節目暫停一周                         | 電視台改播除夕特備節目，本節目暫停一周                         |
| 2019年 |          |                                                                                |                                                                |                                                                |                                                                |
| 38     | 01月07日 | 新春! 平假名櫸坂46! 2019年誰的運氣最好排行榜 （新春! けやき坂46! 2019年一番運が良いのは誰だランキング）                              | -                                                              | 濱口善幸（占卜師）                                             |                                                                |
| 39     | 01月14日 | 成人VS未成年 大人力對決!! （）                                                 | -                                                              | -                                                              |                                                                |
| 40     | 01月21日 | 成人VS未成年 大人力對決!! （）                                                 | -                                                              | -                                                              |                                                                |
| 41     | 01月28日 | 平假名成員首次自己的企劃發表 大家一起讓它實現吧! （ひらがなメンバー初めての企画プレゼンを皆で何とか成功させよう!）                          | -                                                              | -                                                              |                                                                |
| 42     | 02月04日 | 唯一的3期生 告訴大家更多關於上村日菜乃的事! （）                               | -                                                              | -                                                              |                                                                |
| 43     | 02月11日 | 「碰撞是值得的!」一起向金肉人學習吧！ （「へのつっぱりはいらんですよ!」きん肉マンを習得しよう!）                                     | -                                                              | -                                                              |                                                                |
| 44     | 02月18日 | 解決你的煩惱!「真緒小酒館」                                                    | -                                                              | -                                                              |                                                                |
| 45     | 02月25日 | 松田好花呈獻! 平假名樂曲運動會 （）                                            | -                                                              | -                                                              |                                                                |
| 46     | 03月03日 | 松田好花呈獻! 平假名樂曲運動會 （）                                            | -                                                              | -                                                              |                                                                |
| 47     | 03月10日 | 日向坂46 出道單曲大賣祈願! （日向坂46 デビューシングルヒット祈願!） 解決你的煩惱!「真緒小酒館」                    | -                                                              | -                                                              |                                                                |
| 48     | 03月17日 | 日向坂46 出道單曲大賣祈願 120km接力賽全紀錄! （）                              | -                                                              | -                                                              |                                                                |
| 49     | 03月24日 | 日向坂46 出道單曲大賣祈願 120km接力賽全紀錄! （）                              | -                                                              | -                                                              |                                                                |
| 50     | 03月31日 | 日向坂46 出道單曲大賣祈願 120km接力賽全紀錄!最终回 日向坂46出道倒數演唱會 （日向坂46デビューカウントダウンライブ） | 《心动了》                                                     | -                                                              |                                                                |

## 制作人員
- 企劃：秋元康
- 旁白：阿座上洋平
- 構成：町田裕章、安部裕之、あないかずひさ、清山智之
- SW：神尾淳
- CAM：羽鳥慎一郎
- 音声：谷口健二
- 照明：根建勝広
- タイトル：矢野雄一郎
- 美術：國母淳一
- 道具：畠山茂、石井一之介
- 电饰：下地邦弥
- 安排：安藤岳
- 化妝：野口美礼
- 音効：吉田達朗
- 編集：林芳宗
- MA：秋山栄美子
- 撮影協力：SWISH JAPAN、IMAGICA、プログレッツ、アートメイクトキ
- 美術協力：フジアール
- 協力：Y＆N Brothers
- AD：川島未幸、吉髙鈴音、中村有希
- AP：松ヶ平杏奈
- 導演：白野勝敏、関谷司、倉橋雄亮、大石橋健太
- 制作人：今野義雄、佐野弘明、長尾真
- 制作協力：K-max
- 制作：Seed & Flower合同会社

## 外部連結
- 官方網頁 - 東京電視台 （日語）
- 平假名推的X（前Twitter）

| 東京電視台 週一1:05 - 1:35（週日深夜）               | 東京電視台 週一1:05 - 1:35（週日深夜）   | 東京電視台 週一1:05 - 1:35（週日深夜） |
| ---------------------------------------------------- | ---------------------------------------- | -------------------------------------- |
|                                                      | 平假名推 （2018年4月9日 - 2019年4月1日） |                                        |
| 下町外景綜藝節目 淺草渦九 （2018年1月15日 - 4月2日） | 在日向坂見面吧                           |                                        |